# چوبک بزرگ چان
چوبک بزرگ چان (نام علمی: Phobaeticus chani) بلندترین حشره جهان با طولی برابر نیم متر در میان درختان جنگل‌های مالایا زندگی می‌کند.

## پوند به بیرون
- Phasmid Study Group: Phobaeticus chani